# کارکیلا
کارکیلا (به لاتین: Karkkila) یک شهرک در فنلاند است که در اوسیما واقع شده‌است. جمعیت این شهر در سال ۲۰۱۷ میلادی ۸٬۹۴۵ نفر بوده‌است.

## خواهرخوانده
شهرهای Bundoran، آلتئا، باد کوتزتینگ، بلاجو، Granville, Holstebro، اوفلیز، میرسن (هلند)، نیدرآنون، پروزا، Sesimbra، شربورن، اوکسلوسوند، یودنبورگ، Chojna، کوسگ، سیگولدا، سوشیتسه، توری، استونی، زولن، پرینای، مرسسکلا، سیره (رومانی)، اگراس، سیپراس، شکفیا لکا و تریاونا خواهرخوانده‌های کارکیلا هستند.